# Marjeta Kortonska
Marjeta Kortonska (Laviano, 1247 - Cortona, 22. februar 1297) je bila italijanska redovnica, pripadnica frančiškanskega svetnega tretjega reda (OFS). Leta 1728 jo je papež Benedikt XIII. razglasil za svetnico.

## Življenje
Bila je skromnega porekla, krščena v starodavni župnijski cerkvi Pozzuolo Umbro, kjer zdaj stoji cerkev svetega Petra in Pavla. Kmalu je osirotela in od svojega sedemnajstega leta živela "modo uxorio" z bogatim trgovcem iz Montepulciana, Arsenijem (identificiranim kot Raniero Del Pecora, iz rodbine Valiano), s katerim je imela tudi sina.
Par je dolgo časa živel v lovskem gradu v hribih na meji med Umbrijo in Toskano, ki je bil v lasti Del Pecore. Danes ji je posvečena kapela na starodavnem vhodu.
Leta 1273 je bil Arsenij med lovom na eni od svojih posesti v Petrignanu del Lago napaden in umorjen kot žrtev takratnega gvelfovsko-gibelinskega spora. Marjeta je po izročilu peš sledila Arsenijevemu psu od njegovega bivališča blizu Valiana do gozdička v Giorgi, kjer ga je našla brez življenja.
Ker jo je Arsenijeva družina skupaj s sinom pregnala, oče in njegova nova žena pa sta jo zavrnila, se je odločila za posvečeno življenje. Obrnila se je na frančiškane iz Cortone, zlasti na brata Janeza iz Castiglioneja in Junkta Bevegnatija, ki sta bila njena duhovna voditelja in poznejša biografa: skrb za sina je zaupala manjšim bratom iz Arezza, leta 1277 pa je postala frančiškanska tretjerednica in se posvetila izključno molitvi in dobrim delom.
Njena duhovnost je posebno pozornost posvečala Jezusovemu trpljenju, v skladu s tem, kar so doživeli Frančišek Asiški, Angela iz Foligna in pozneje Kamila iz Varana. Pravijo, da je Marjeta doživela številne mistične krize in videnja.
Zasnovala je skupnost tretjerednic, ki so znane kot Poverelle; leta 1278 je pri cerkvi sv. Bazilija ustanovila bolnišnico in Bratovščino Santa Maria della Misericordia za gospe, ki so želele pomagati revnim in bolnim.
Bila je mistična ženska, a tudi ženska dejanj, pogumna, iskana za nasvete, pozorna je bila na javno življenje in v sporih med gvelfi in ghibelini je bila mirovnica v sporih v Montepulcianu.

## Češčenje
Inocenc X. je 17. marca 1653 odobril njeno češčenje kot blažene, vendar jo je Benedikt XIII. kanoniziral šele 16. maja 1728 z naslovom Nova Magdalena.
Rimski martirologij za njen liturgični spomin določa datum 22. februar. Frančiškani se je spominjajo 16. maja, na dan njene kanonizacije.
Življenjepis, ki ga je napisal njen spovednik brat Junkt Bevegnati (in AA. SS., mense Februarii, die 22), z opisi Marjetinih številnih ekstaz in videnj, je pripomogel, da je postala ena najbolj priljubljenih svetnic v osrednji Italiji.
Njeno telo hranijo v Cortoni, v njej posvečeni baziliki, v sarkofagu, postavljenem nad glavni oltar, ki jo obdaja okvir iz steklene mase ter reliefov in tolkljanih srebrih listov.
Poleti leta 1972, ob sedmi stoletnici dogodka, je bilo na območju Castiglionese veliko praznovanje s postavitvijo njenih posmrtnih ostankov[4].
V bližini zaselka Giorgi di Petrignano, na kraju Arsenijevega umora in odločitve za spreobrnjenje (t. i. Pentimento), je župnijska cerkev in stoletni hrast, ob katerega nogah je molila, ki velja za svetega in nedotakljivega. Vendar ga je 31. oktobra 2018 podrl vihar.

## Ikonografija
V umetnosti je pogosto upodobljena v frančiškanskem habitu in beli tančici, v družbi angela tolažnika (Traversi) ali v ekstazi pred Kristusom (Lanfranco): vedno jo spremlja pes, zaradi katerega je našla Arsenovo truplo (Benefial).
Zgodovinski film iz leta 1950, ki nosi njeno ime, Margherita da Cortona, ki ga je režiral Mario Bonnard, je nastal po navdihu njenega lika.
Duhovnik in skladatelj sakralne glasbe Licinio Refice ji je posvetil opero v prologu in treh dejanjih, prav tako z naslovom Margherita da Cortona.

## Bibliografia
P. Becherini, Santa Margherita da Cortona,, Bergamo 2009.
1. ↑  Union List of Artist Names — 2012.